# Jenda Korda
Jenda Korda, občanským jménem Jan Korda (22. ledna 1904 v Praze – 30. července 1986 v Praze) byl český tamburaš a hráč na brač, sborový pěvec, trampský zpěvák, skladatel, textař, písničkář a propagátor trampingu, zakládající dlouholetý člen legendární české původně trampské (později též populárně hudební) vokální skupiny Setleři (Settlers Club).
V šestnácti letech začal se skautingem, později jako tramp jezdil do Svatojánských proudů na osadu Dakota a Stará Hiawata.
Spolu s Jarkou Mottlem se jedná o klasika tohoto odvětví českého folku. Je spoluautorem původní české trampské hymny Vlajka, za svůj život otextoval přibližně na 300 písní, působil též jako filmový a divadelní scenárista, operetní libretista a spoluautor několika českých lidovek (zde zejména ve spolupráci s kapelníkem Karlem Vackem).
Jeho bratr František Korda byl také trampský muzikant.

## Citát
| „             | Setleři začínali zpívat v roce 1930 a během devíti let se vypracovali v jedno z nejlepších moderních pěveckých těles v celé Evropě... Duší tohoto souboru je Honza Korda... Neúnavný Jenda Korda a V. Konvička vedou sbor s takovou vervou, jako kdyby začínali (proto Setlers Club přečkal všechny staré sbory). | “ |
| — Bob Hurikán | |   |

## Nejznámější písně
- Vlajka (původní trampská hymna)
- Až ztichnou bílé skály
- Vzpomínka na Svatojánské proudy
- Tam v modré dáli
- Pojď dívko s námi